# Thattai (comida de India)

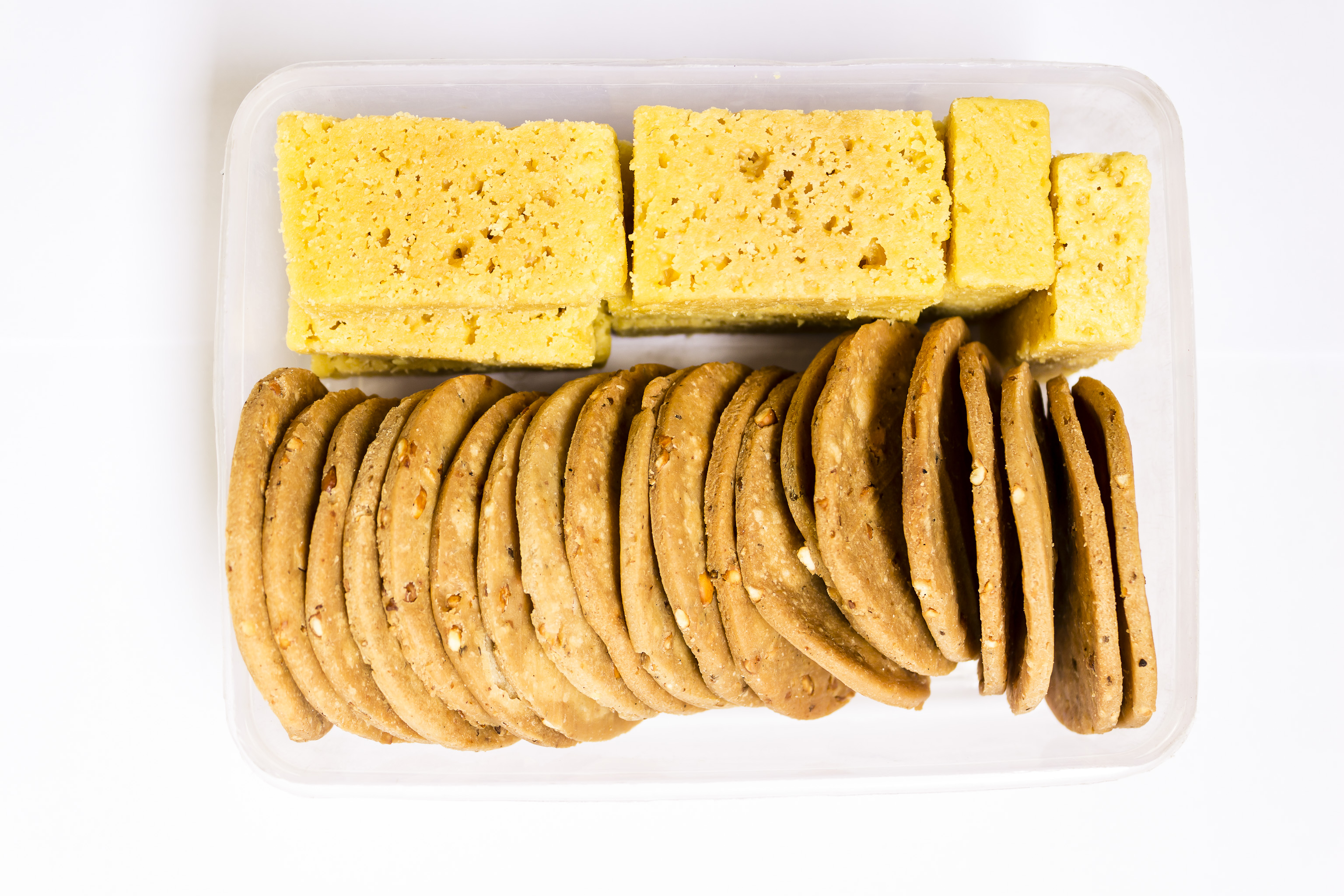
Aperitivos thattai en la parte inferior

Thattai es un aperitivo frito en aceite del sur de la India hecho con harina de arroz y comúnmente preparado durante Janmashtami o el festival de Sri Krishna Jayanthi. Esta preparación tiene versiones saladas y dulces.